# Aga község
Aga község (románul: Comuna Brestovăț) község Temes megyében, Romániában. Központja Aga, beosztott falvai Kizdia, Lukarec, Temeshódos, Tésfalu.

## Népessége
A 2011-es népszámlálás adatai alapján a község népessége 674 fő volt.